# Замлинщина (заказник)
Замли́нщина — ландшафтний заказник місцевого значення в Україні. Об'єкт розташований на території Любомльського району Волинської області, ДП «Любомльське ЛГ», Замлинське лісництво, кв. 39–42, 47, 48. 
Площа — 687 га, статус отриманий у 2001 році.
Охороняються заболочені березово-вільхово-соснові лісові насадження середнього та Стиглого віку. Є лісонасіннєві ділянки дуба звичайного (Quercus robur). У заказнику мешкають лось (Alces alces), олень благородний (Cervus elaphus), свиня дика (Sus scrofa), куниця лісова (Martes martes), заєць сірий (Lepus europaeus), птахи, плазуни. Трапляються рідкісні види, занесені до Червної книги України та міжнародних червоних переліків: лелека чорний (Ciconia nigra) та видра річкова (Lutra lutra).